# فلاوان-۳-ال

ساختار اسکلتی فلاوان-۳-ال(فرمول: C_{۱۵}H_{۱۴}O_{۲})

فلاوان-۳-ال(به انگلیسی: Flavan-3-ol) یا فلاوانول(به انگلیسی: Flavanol) دسته‌ای از فلاوان‌ها هستند که در آن ساختار ۲-فنیل-۳,۴-دی‌هیدرو-2H-کرومن-۳-ال به طور مشترک تکرار شده باشد.
اطلاعات برخی فلاوانول‌های مهم در جدول زیر نشان داده شده است:
class="wikitable    "